# Titularbistum Sebastopolis in Thracia
Sebastopolis in Thrakien (lat.: Sebastopolis in Thracia; altgr.: Σεβαστούπολις τῆς Θρᾴκης; it.: Sebastopoli di Tracia) ist ein Titularbistum (lat. Dioecesis Sebastopolitana in Thracia) der römisch-katholischen Kirche.
Der antike Bischofssitz befand sich in der historischen Landschaft Thrakien und liegt im heutigen Bulgarien. 
| Titularbischöfe von Sebastopolis in Thracia |                               |                                                                                         |                   |                  |
| Nr.                                         | Name                          | Amt                                                                                     | von               | bis              |
| 1                                           | Buenaventura Moyano Rodríguez | Weihbischof in Toledo (Spanien)                                                         | 22. Dezember 1800 | 23. Februar 1801 |
| 2                                           | Sebastían Rodriguez de Vienza |                                                                                         | 20. Juni 1803     | 1831             |
| 3                                           | John Baptist Butt             | emeritierter Bischof von Southwark (England)                                            | 12. April 1897    | 1. November 1899 |
| 4                                           | Andrés Sapelak SDB            | Weihbischof im Ordinariat für die byzantinischen Gläubigen in Argentinien (Argentinien) | 14. August 1961   | 24. April 1978   |